# La Granada de Río-Tinto
La Granada de Río-Tinto és un poble de la província de Huelva (Andalusia), que pertany a la comarca de Cuenca Minera.

## Demografia
| 1996 | 1998 | 1999 | 2000 | 2001 | 2002 | 2003 | 2004 | 2005 |
| ---- | ---- | ---- | ---- | ---- | ---- | ---- | ---- | ---- |
| 234  | 224  | 223  | 222  | 218  | 223  | 231  | 231  | 228  |